# Diplocheila impressicollis
Diplocheila impressicollis är en skalbaggsart som beskrevs av Pierre François Marie Auguste Dejean. Diplocheila impressicollis ingår i släktet Diplocheila och familjen jordlöpare. Inga underarter finns listade i Catalogue of Life.